# The Dream Academy
The Dream Academy foi uma banda britânica formada em 1983 pelo cantor, guitarrista e compositor principal Nick Laird-Clowes, a multi-instrumentista Kate St John e o tecladista Gilbert Gabriel. Eles são mais lembrados pelo hit single "Life in a Northern Town", de 1985.

## Discografia

### Álbuns de estúdio
| 1985                                               | The Dream Academy - Lançamento: novembro de 1985 - Gravadora: Warner Bros. Records | 58 | 20  |
| 1987                                               | Remembrance Days - Lançamento: 1987 - Gravadora: Reprise Records                   | —  | 181 |
| 1990                                               | A Different Kind of Weather - Lançamento: 1990 - Gravadora: Reprise Records        | —  | —   |
| "—" indica lançamentos que não chegaram às paradas |                                                                                    |    |     |

### Coletâneas
| Ano  | Detalhes |
| ---- | --- |
| 2000 | Somewhere in the Sun... Best of the Dream Academy - Lançamento: 28 de março de 2000 - Gravadora: WEA International |
| 2014 | The Morning Lasted All Day: A Retrospective - Lançamento: 29 de julho de 2014 - Gravadora: Real Gone Music         |

### Singles
| Ano                                                | Single                                        | Melhores posições | Melhores posições | Melhores posições | Melhores posições | Melhores posições | Melhores posições | Melhores posições | Melhores posições | Melhores posições | Melhores posições | Álbum                                       |
| Ano                                                | Single                                        | GBR               | AUS               | BEL               | CAN               | CAN AC            | IRL               | HOL               | EUA               | EUA AC            | EUA Main          | Álbum                                       |
| -------------------------------------------------- | --------------------------------------------- | ----------------- | ----------------- | ----------------- | ----------------- | ----------------- | ----------------- | ----------------- | ----------------- | ----------------- | ----------------- | ------------------------------------------- |
| 1985                                               | "Life in a Northern Town"                     | 15                | 4                 | —                 | 14                | 7                 | 9                 | —                 | 7                 | 2                 | 7                 | The Dream Academy                           |
| 1985                                               | "The Edge of Forever"                         | —                 | —                 | —                 | —                 | —                 | —                 | —                 | —                 | —                 | 37                | The Dream Academy                           |
| 1985                                               | "This World"                                  | —                 | —                 | —                 | —                 | —                 | —                 | —                 | —                 | —                 | —                 | The Dream Academy                           |
| 1986                                               | "The Love Parade"                             | 68                | 76                | 30                | 41                | —                 | —                 | —                 | 36                | 13                | 37                | The Dream Academy                           |
| 1986                                               | "Please Please Please Let Me Get What I Want" | 83                | —                 | —                 | —                 | —                 | —                 | —                 | —                 | —                 | —                 | Ferris Bueller's Day Off (trilha sonora)    |
| 1986                                               | "Indian Summer"                               | —                 | —                 | —                 | —                 | —                 | —                 | —                 | —                 | —                 | —                 | Remembrance Days                            |
| 1987                                               | "The Lesson of Love"                          | —                 | —                 | —                 | —                 | —                 | —                 | —                 | —                 | —                 | —                 | Remembrance Days                            |
| 1987                                               | "Power to Believe"                            | —                 | —                 | —                 | —                 | —                 | —                 | —                 | —                 | —                 | —                 | Remembrance Days                            |
| 1987                                               | "In the Heart"                                | —                 | —                 | —                 | —                 | —                 | —                 | —                 | —                 | —                 | —                 | Single sem álbum                            |
| 1990                                               | "Love"                                        | —                 | —                 | —                 | —                 | —                 | —                 | —                 | —                 | —                 | —                 | A Different Kind of Weather                 |
| 1991                                               | "Angel of Mercy"                              | —                 | —                 | —                 | —                 | —                 | —                 | —                 | —                 | —                 | —                 | A Different Kind of Weather                 |
| 2014                                               | "Sunrising"                                   | —                 | —                 | —                 | —                 | —                 | —                 | —                 | —                 | —                 | —                 | The Morning Lasted All Day: A Retrospective |
| "—" indica lançamentos que não chegaram às paradas |                                               |                   |                   |                   |                   |                   |                   |                   |                   |                   |                   |                                             |

Notas
1. ↑  Enquanto nenhuma canção do grupo tenha chegado nas oficiais Album Top 100 ou Single Top 100, "Life in a Northern Town" apareceu sem posição específica na parada Single Tip da MegaCharts.[17]